# Steve Gadd

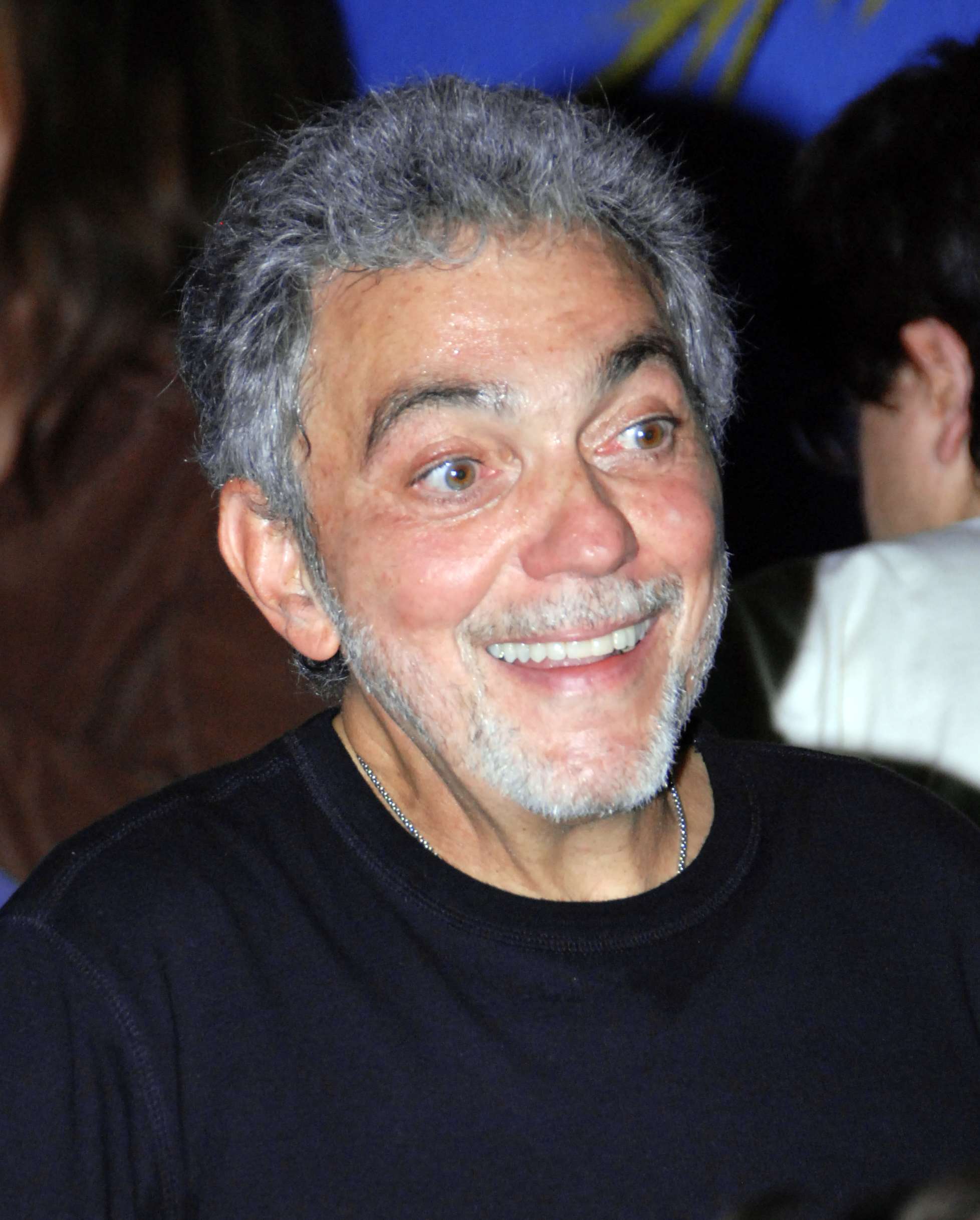
Steve Gadd

Steve Gadd, född 9 april 1945 i Irondequoit, New York, är en amerikansk trumslagare.
Gadd är en välkänd studiomusiker som har spelat med Paul Simon, Simon & Garfunkel, Steely Dan, Joe Cocker, Chick Corea, Eric Clapton, James Taylor, Paul McCartney, David Gilmour Al Di Meola bland många fler. 1976 bildade han tillsammans med Richard Tee, Eric Gale och Cornell Dupree gruppen Stuff.
Han spelar nu i bandet "Steve Gadd Gang".
Gadds trummor är framträdande i Paul Simons låtar "Still Crazy After All These Years","Late In The Evening' och framförallt "50 ways to leave your lover'".
Rankad 7a över världens bästa slagverkare - all time på Musikradar 